# Podzámčok
Podzámčok (prononciation slovaque : [ˈpɔdzaːmt͡ʃɔk], hongrois : Dobróváralja) est un village de Slovaquie situé dans la région de Banská Bystrica.

## Histoire

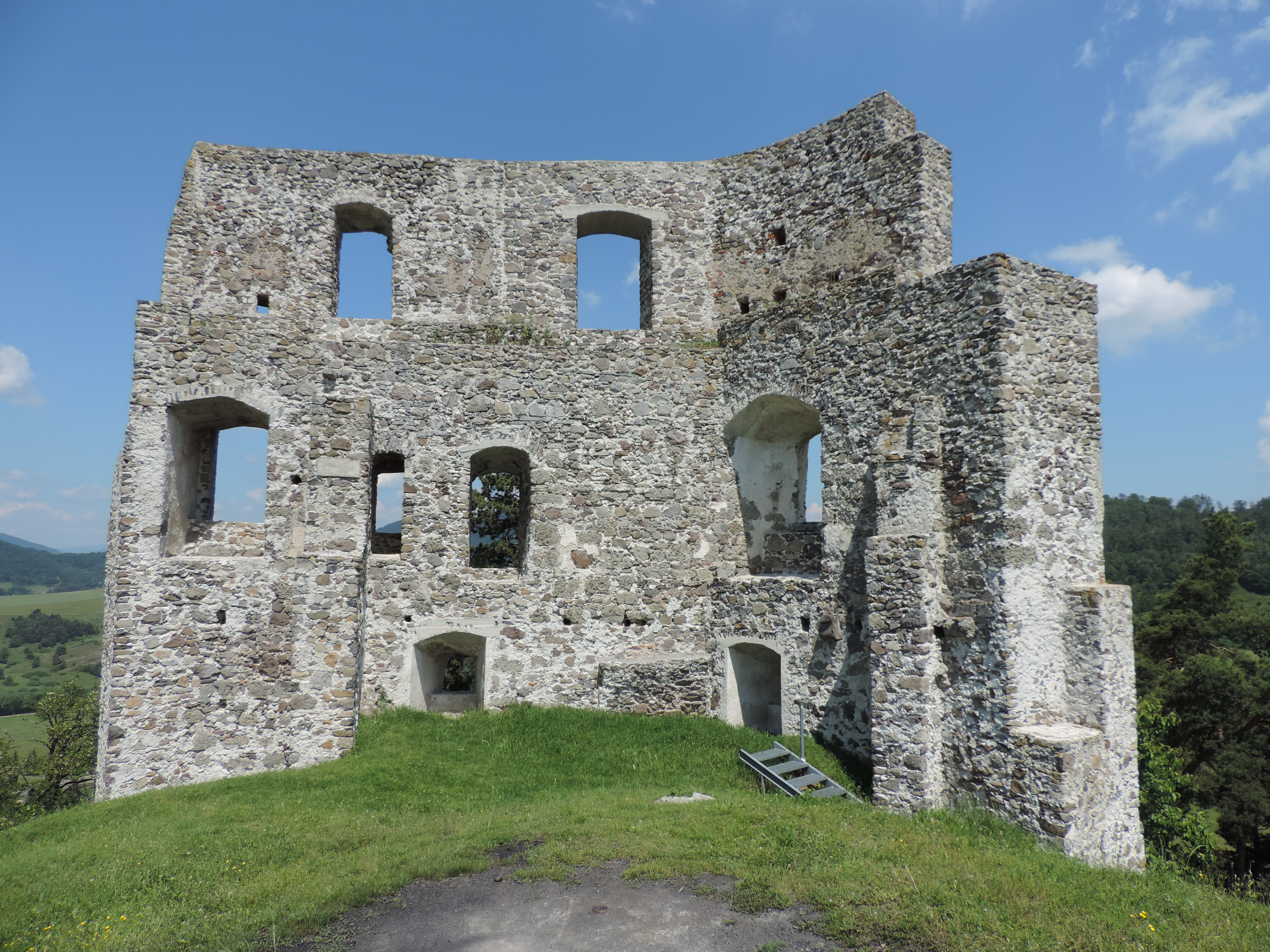
Le château de Dobrá Niva (Dobronivský hrad)

La première mention écrite du village date de 1424.
À Podzámčok se trouvent les ruines du château de Dobrá Niva (nommé d’après le village voisin mais bien situé à Podzámčok).

## Géographie
Podzámčok se situe à 8 km au sud de Zvolen.
|         | Zvolen     |            |
| Breziny | Podzámčok  | Michalková |
|         | Dobrá Niva |            |

## Démographie

### Évolution de la population
| Année:               | 1994. | 2004.   | 2014.    | 2024.   |
| -------------------- | ----- | ------- | -------- | ------- |
| Nombre de personnes: | 337   | 336     | 512      | 555     |
| Différence:          |       | -0,29 % | +52,38 % | +8,39 % |

| Année:               | 2023. | 2024.   |
| -------------------- | ----- | ------- |
| Nombre de personnes: | 554   | 555     |
| Différence:          |       | +0,18 % |